# San Miguel de Berredo
Berredo (llamada oficialmente San Miguel de Berredo) es una parroquia y un lugar español del municipio de La Bola, en la provincia de Orense, Galicia.

## Organización territorial
La parroquia está formada por cuatro entidades de población:
- A Cortiña
- Berredo
- O Capelo
- San Pedro

## Demografía

### Parroquia
| Gráfica de evolución demográfica de Berredo (parroquia) entre 2000 y 2022 |
|                                                                           |
| Datos según el nomenclátor publicado por el INE.                          |

### Lugar
| Gráfica de evolución demográfica de Berredo (lugar) entre 2000 y 2022 |
|                                                                       |
| Datos según el nomenclátor publicado por el INE.                      |